# Vanovîci, Sambir
Vanovîci (în ucraineană Ваньовичі) este un sat în comuna Strilkovîci din raionul Sambir, regiunea Liov, Ucraina.

## Demografie
Componența lingvistică a localității Vanovîci
     Ucraineană (99,7%)
     Alte limbi (0,2%)
Conform recensământului din 2001, majoritatea populației localității Vanovîci era vorbitoare de ucraineană (99,7%), existând în minoritate și vorbitori de alte limbi.